# Cyclodina macgregori
Cyclodina macgregori är en ödleart som beskrevs av  Joan Robb 1975. Cyclodina macgregori ingår i släktet Cyclodina och familjen skinkar. Inga underarter finns listade i Catalogue of Life.